# Erica lawsonii
Erica lawsonii är en ljungväxtart som beskrevs av Gábor Gabriel Andreánszky. Erica lawsonii ingår i släktet klockljungssläktet, och familjen ljungväxter. Inga underarter finns listade i Catalogue of Life.